# أوميت دوندار
أوميت دوندار (بالتركية: Ümit Dündar)‏ ضابط تركي متقاعد كان قائدًا للقوات البرية التركية (2018- 2021) ونائب قائد الأركان للجيش التركي شغل مؤقتا منصب القائد العام للقوات المسلحة التركية عندما قامت القوات الموالية لمحاولة الانقلاب في تركيا عام 2016 باعتقال قائد الجيش خلوصي آكار.

## المولد والنشأة
ولد أوميت دوندار عام 1955 في مدينة مانيسا القريبة من بحر إيجة غرب تركيا، لعائلة مسلمة سنية، وهو متزوج من سعادة تولاي دوندار، وأب لطفلين.

## الدراسة والتكوين
درس في مدارس مدينة مانيسا، والتحق بالأكاديمية الحربية وتخرج فيها برتبة ملازم في الهندسة العسكرية عام 1975، وخدم في قطاعات الجيش التركي المختلفة برتبة ملازم أول حتى عام 1983، عندما التحق بالأكاديمية العسكرية مجددا وتخرج فيها عام 1985 برتبة ضابط صف. 

## الوظائف والمسؤوليات
عُيِّن قائدًا للوحدة الميكانيكية بهيئة القيادة والإدارة اللوجستية التابعة للقوات المدرعة، ثم انتقل للخدمة بالقوات البرية حيث عمل سكرتيرًا لأمانتها العامة برتبة ضابط، ثم موظفا بالهيئة العامة للتخطيط الإستراتيجي التابعة لإدارة هيئة الأركان. 

## سيرته العسكرية
التحق بكتيبة المشاة وعمل في الوحدة الميكانيكية التابعة لها، وانتقل بعد ذلك للعمل بالملحقية العسكرية لسفارة بلاده بالعاصمة البريطانية لندن، قبل أن يعود للعمل في شعبة تخطيط وإدارة العمليات المسلحة، وتولى مسؤولية قيادة حرس الحدود.
رُقّيَ في عام 2001 إلى رتبة قائد لواء في قسم الإنشاءات والعقار والبنية التحتية العسكرية التابعة لـحلف شمال الأطلسي (الناتو) التي أسست فيلق السلام الـ28 التابع للحلف.
منحته كلية الهندسة العسكرية عام 2005، ومركز التدريب التابع لهيئة الأركان العامة رتبة لواء.
عام 2009، حصل على رتبة فريق بالقوات المسلحة وعين قائدًا للجيش الخامس، وعام 2011 عين مستشارا بوزارة الدفاع ثم رقي عام 2013 إلى رتبة جنرال وعين قائدًا للجيش الثالث.
سمي قائدا عاما للجيش الأول عام 2015 وبقي في منصبه إلى عُيّنَ رئيسا لهيئة الأركان بالوكالة أثناء محاولة الانقلاب العسكري الفاشلة  يوم 15 يوليو 2016.
لعب دورًا أساسيًا في إفشال الانقلاب العسكري قبيل انطلاقه وخلال ساعاته الأولى. فقد ذكرت صحيفة حريت أن دوندار اتصل ليل السبت بالرئيس أردوغان قبل ساعة واحدة من الانقلاب ليطلعه على بدء تحرك الانقلابيين مما سمح للرئيس بالتحرك قبل اقتحام مكان إقامته.
وهاتف دوندار الرئيس أردوغان أثناء قضائه إجازته في منتجع بمرمريس، وقال له "أنت رئيسنا الشرعي، وأنا إلى جانبكم، يوجد انقلاب كبير، والوضع خارج السيطرة في أنقرة، تعالوا إلى إسطنبول وأنا سأؤمن لكم طريق الوصول والإقامة هناك".
وقالت الصحيفة التركية إن وحدات خاصة مدعمة بمروحيات اقتحمت الفندق بعد اتصال دوندار بقرابة ساعة لاعتقال الرئيس أو اغتياله، إلا أنه كان في طريقه إلى إسطنبول.
بينت نصوص محادثات قادة الانقلاب -التي حصلت الجزيرة عليها- أن قائد الجيش الأول دوندار كان يمثل لوحده عقبة قوية في وجه الانقلاب حيث تكرر في المحادثات الأمر باعتقاله، وكان قريبا من الاعتقال.
تولى أوميت دوندار قيادة الأركان بالوكالة بعيد الإعلان عن المحاولة الانقلابية ولعب دورًا محوريًا في التعامل مع الوضع في ظل احتجاز الانقلابيين لرئيس الأركان خلوصي أكار حيث كشف دوندار أن جنودًا شاركوا في محاولة الانقلاب "يحتجزون عددا من القادة العسكريين رهائن".
ويوم السبت 16 يوليو/تموز 2016، أعلن دوندار -في مؤتمر صحفي بإسطنبول- أن "محاولة الانقلاب أحبطت" وتوعد "بتطهير الجيش من عناصر الدولة الموازية" في إشارة إلى جماعة غولن. وأضاف أن تركيا "طوت صفحة الانقلابات إلى الأبد ولن يعاد فتحها مرة أخرى أبدا". 
بعد الانقلاب تمت ترقيته إلى منصب نائب رئيس الأركان العامة.
وفي 9 يوليو 2018 عين قائداً للقوات البرية بمرسوم وافق عليه الرئيس رجب طيب أردوغان واستمر في منصبه حتى تقاعده في 30 أغسطس 2021 ، بسبب بلوغه السن القانوني للتقاعد ، أصبح بعد تقاعده عضوًا في مجلس إدارة مؤسسة القوات المسلحة التركية .